# هوركلية
الهوركلية (الاسم العلمي:Horkelia) هي جنس من النباتات تتبع الفصيلة الوردية من رتبة الورديات.

## أنواع الهوركلية
- هوركلية إسفينية
- هوركلية بارية
- هوركلية ثلاثية الأسنان
- هوركلية جزرية
- هوركلية جميلة
- هوركلية حريرية
- هوركلية حقلية
- هوركلية دقيقة
- هوركلية رجل الذئب
- هوركلية رخوة الأزهار
- هوركلية رقيقة المقاطع
- هوركلية رؤيسية
- هوركلية زغباء
- هوركلية شائكة
- هوركلية شعرية
- هوركلية صغيرة الأزهار
- هوركلية عريض الكأسية
- هوركلية غبساء
- هوركلية قزمية
- هوركلية قطعاء
- هوركلية كاليفورنية
- هوركلية كاملة الأوراق
- هوركلية كثيرة الأوراق
- هوركلية لينة
- هوركلية متبدلة
- هوركلية مزدحمة
- هوركلية هلباء
- هوركلية يوتاه
- هوركلية كليفلاندية